# Чеченинский сельский совет
Чеченинский сельский совет — упраздненное муниципальное образование в Кишертском районе, Пермского края, Российской Федерации, с января 2006 года входит в состав Андреевского сельского поселения

## Состав
Чеченинский сельсовет включает 9 населённых пунктов:
- Чеченино — деревня — 9[1].
- Петрята — деревня — 49[1].
- Ильята — деревня — 64[1].
- Гарюшки — деревня — 2[1].
- Ковали — деревня — 5[1].
- Полчино — деревня — 5[1].
- Синюшата — деревня — 1[1].
- Тимино — деревня — 57[1].
- Тюриково — разъезд — 18.